# Igor Julio dos Santos de Paulo
Igor Julio dos Santos de Paulo (* 7. Februar 1998 in Bom Sucesso), auch unter dem Namen Igor bekannt, ist ein brasilianischer Fußballspieler.

## Karriere

### Verein
Igor begann seine Karriere bei Red Bull Brasil. Nachdem er zuvor für die U-20-Mannschaft des Klubs gespielt hatte, stand er im Februar 2016 erstmals im Kader der Herrenmannschaft. Im Sommer 2016 wechselte er zum österreichischen Zweitligisten FC Liefering. Sein Debüt für Liefering gab er am ersten Spieltag der Saison 2016/17 gegen den SV Horn. Im April 2017 stand er gegen die Kapfenberger SV erstmals im Kader des FC Red Bull Salzburg. Mit der U-19 der „Bullen“ konnte er 2017 die UEFA Youth League gewinnen. Am 28. Mai 2017 debütierte er schließlich für Red Bull Salzburg in der Bundesliga, als er am 36. Spieltag gegen den SCR Altach in der Startelf stand. Im Januar 2018 wurde er an den Ligakonkurrenten Wolfsberger AC verliehen. Zur Saison 2018/19 wurde er an den FK Austria Wien weiterverliehen. Zur Saison 2019/20 wechselte er nach Italien zu SPAL Ferrara, wo er einen bis Juni 2023 laufenden Vertrag erhielt. Im Januar 2020 wurde er für zwei Jahre an die AC Florenz verliehen. Doch schon ein Jahr später wurde er nach guten Leistungen fest von Florenz vepfichtet. 
Im Sommer 2023 wechselte er zu Brighton & Hove Albion und unterschrieb dort einen Vertrag bis 2027.

### Nationalmannschaft
Igor wurde für das Spiel gegen Mexiko am 11. November 2016 in den Kader der brasilianischen U-20-Nationalmannschaft einberufen, jedoch folgte dabei kein Einsatz für den Abwehrspieler.

## Erfolge
- Österreichischer Meister: 2017, 2018
- Österreichischer Pokalsieger: 2017
- UEFA Youth League: 2017